# Miloš Vasić (Journalist)

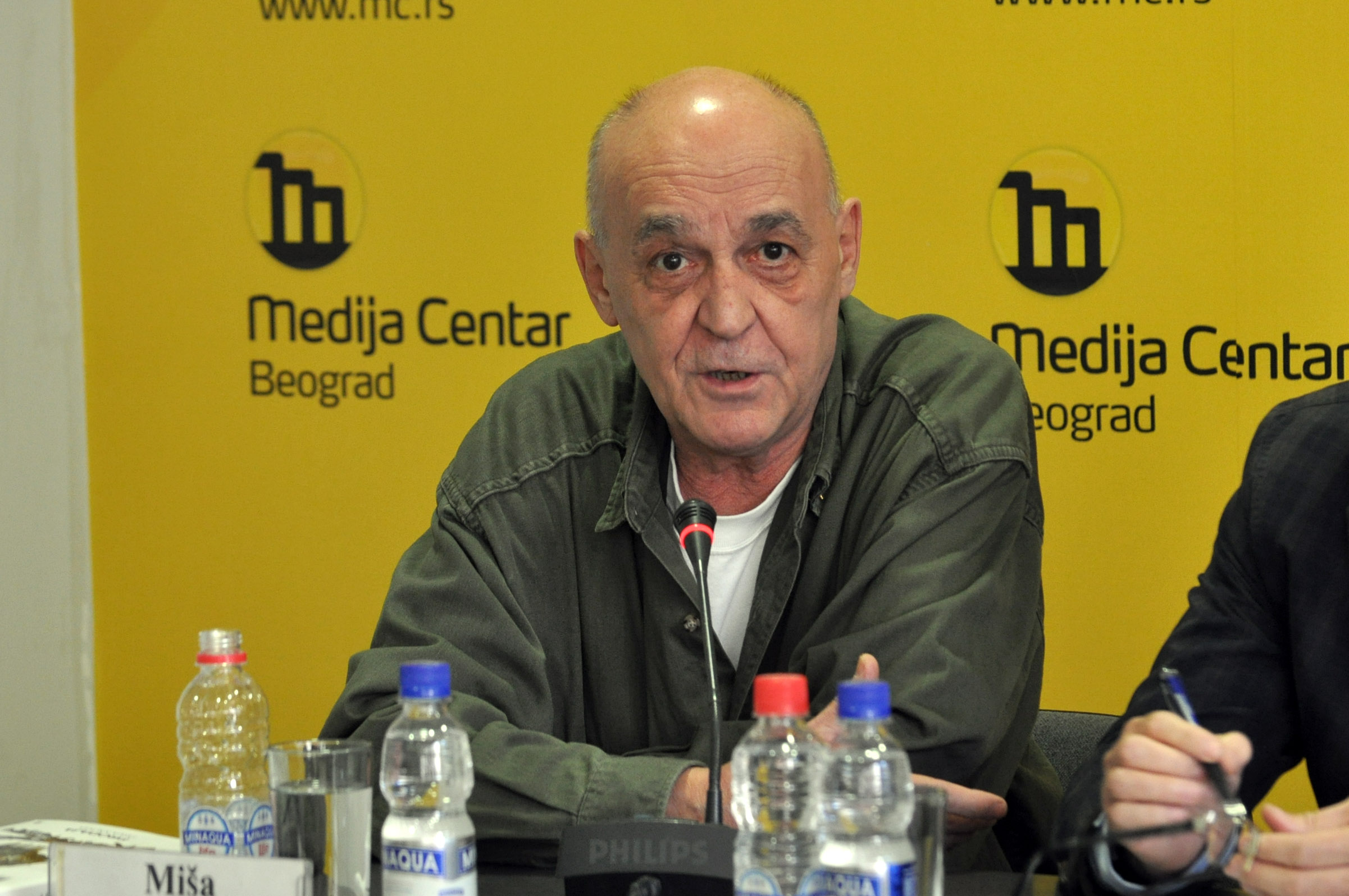
Miloš Vasić (2013)

Miloš Vasić (serbisch-kyrillisch Милош Васић; * 4. Januar 1947 in Belgrad; † 25. September 2021 ebenda) war ein jugoslawischer bzw. serbischer Journalist und Schriftsteller.

## Leben
Miloš Vasić arbeitete ab Mitte der 1970er Jahre als Journalist für die in Belgrad erscheinende Wochenzeitung NIN. 1990 beteiligte er sich an der Gründung des Nachrichtenmagazins Vreme, für das er seitdem als Journalist tätig war und unter anderem über die Jugoslawienkriege und über die Ermordung des serbischen Ministerpräsidenten Zoran Đinđić schrieb. Sein 2005 erschienenes Buch Das Attentat auf Zoran Đinđić erhielt mehrere Auszeichnungen.
Neben seiner journalistischen Arbeit verfasste er auch den Roman Ptica panike (Der Vogel der Panik), der 1990 erschien.

## Veröffentlichungen
- Specijalno i prigušeno oružje (Spezial- und schallgedämmte Waffen), 1988, ISBN 9788680039022
- Ptica panike, 1990, ISBN 86-05-00483-5
- The Yugoslav army and the Post-Yugoslav armies, in: David A. Dyker (Hrsg.), Yugoslavia and after : a study in fragmentation, despair and rebirth, 2. Aufl. 1999, ISBN 0-582-24637-7, S. 116–137
- (mit Ofelija Backović und Aleksandar Vasović): Who Wants to be a Soldier? : The call-up crisis – an analytical overview of media reports, in: Branka Magaš und Ivo Žanić (Hrsg.), The war in Croatia and Bosnia-Herzegovina 1991–1995, 2001, ISBN 0-7146-5204-0, S. 329–345
- Atentat na Zorana Đinđića, 2005, ISBN 86-331-1949-8
- Moj muški život (Mein Leben als Mann), 2015, ISBN 978-8688491068